# Segreto messianico

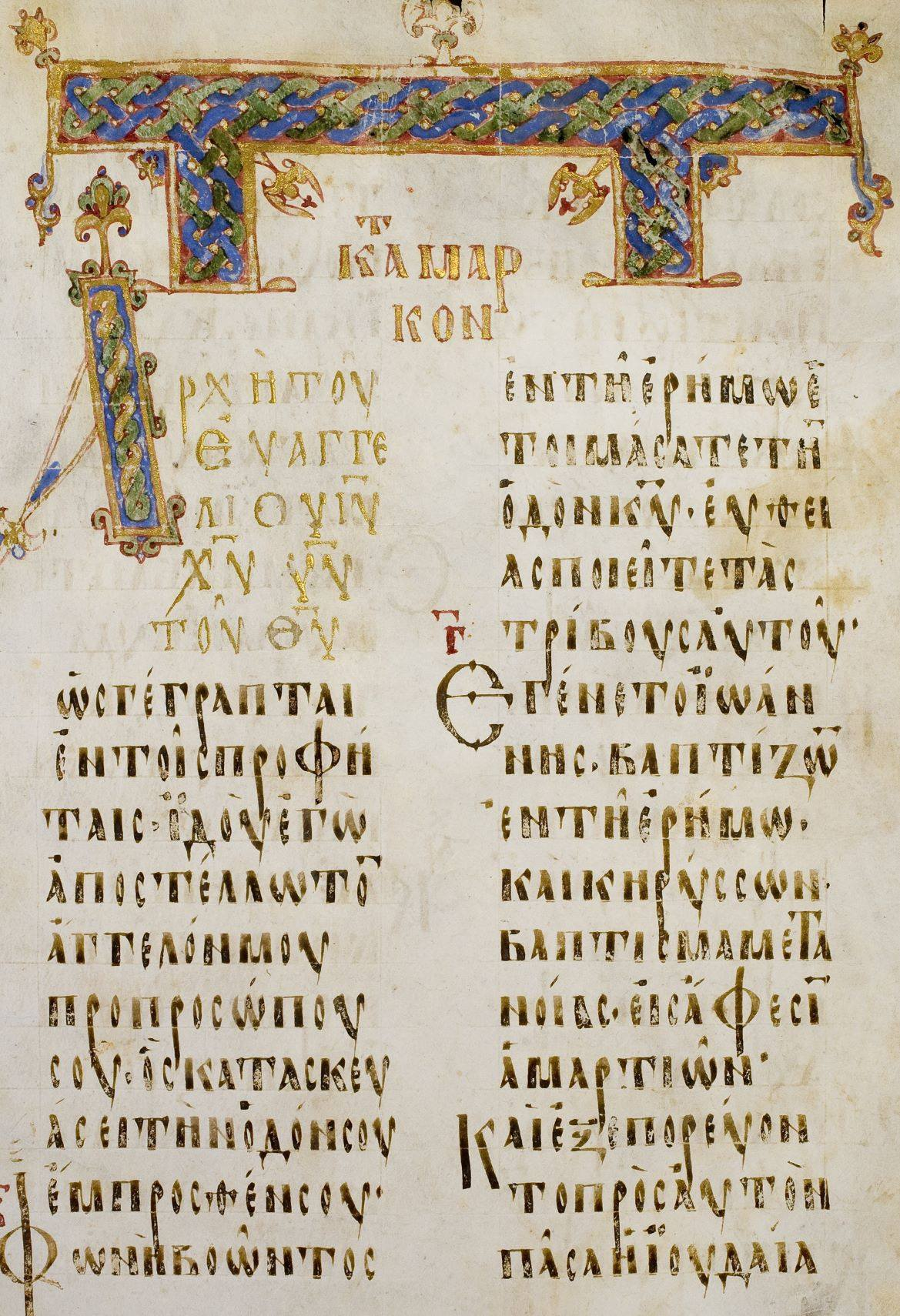
Vangelo secondo Marco del IX secolo dal Codex Boreelianus

Con segreto messianico si intende l'atteggiamento che, secondo le ipotesi di alcuni storici, avrebbe tenuto Gesù durante il suo ministero pubblico, durante il quale avrebbe tentato di tenere nascosta la sua identità messianica talvolta ai discepoli (Mt16,15-20;Mc8,29-30;Lc9,20-21), talvolta ai miracolati (Mc1,44;Mc5,43;Mc7,36;Mc8,26), talvolta ai demoni esorcizzati (Mc1,25;Mc1,34;Mc3,12) forse per evitare di essere visto dalla folla entusiasta come un messia liberatore trionfale. Coloro i quali sostengono l'esistenza di tale segreto affermano che, solamente quando iniziò la sua passione, quando fu abbandonato dalla folla e dai discepoli, Gesù si sarebbe riconosciuto apertamente come il Cristo-Messia (Mc14,61-62).
In realtà, gli ordini imposti ai demoni sono sempre tardivi: essi stessi hanno già dichiarato pubblicamente la dignità messianica di Gesù. Gli ordini imposti ai miracolati sembrano invece assurdi: dopo la guarigione di un lebbroso (Mc1,40-45), ad esempio, Gesù avrebbe imposto due  ordini incompatibili l'uno con l'altro. Il primo sarebbe appunto quello di mantenere il silenzio riguardo al miracolo, mentre il secondo sarebbe quello di presentarsi al sacerdote e offrire per la sua purificazione quello che prescrive la legge di Mosè. Pertanto, alcuni esegeti hanno messo in discussione la teoria dell'esistenza di un segreto messianico.

## Storia
La teoria del segreto messianico nacque e si impose tra gli studiosi per spiegare alcune incoerenze narrative o stranezze redazionali che si incontrano in alcuni passaggi evangelici nei quali Gesù comanda il silenzio riguardo alla sua valenza messianica.
William Wrede pubblicò nel 1901 uno studio intitolato Das Messiasgeheimnis in den Evangelien: Zugleich ein Beitrag zum Verständnis des Markusevangeliums. Secondo l'ipotesi proposta da Wrede, il segreto messianico sarebbe un'invenzione di un narratore tardivo che tenterebbe di risolvere la discordanza tra il fatto che nel Nuovo Testamento esisterebbero tracce di una concezione primitiva secondo la quale Gesù sarebbe diventato il Messia dopo la sua morte, mentre i cristiani della sua epoca lo ritenevano tale dal concepimento. Quindi il segreto messianico sarebbe un artificio letterario creato dalla prima comunità cristiana per spiegare perché Gesù non si fosse manifestato come Messia durante la sua vita pubblica. Tale teoria riduce la fede cristiana ad una teoria inventata dall'uomo perché l'identificazione che la Chiesa fa di Cristo come vero Messia non avrebbe alcun riscontro nella predicazione e nelle azioni di Gesù di Nazareth.
Altri autori hanno cercato di sfumare le posizioni di Wrede o di cercare altre spiegazioni all'esistenza di tali ordini di silenzio. In alcuni casi si spiegano tali comandi come conseguenza della prudenza di Gesù. In altri testi si ricorre alla preoccupazione pedagogica di Gesù, che tentò di rivelare progressivamente il mistero della sua persona. O addirittura si interpretano tali comandi come il frutto della paura delle conseguenze riguardo alle decisioni che le autorità romane avrebbero potuto prendere se egli si fosse rivelato apertamente come Messia.

## Ricorrenze
La ricorrenza più significativa si trova in Mc8,29-30, nell'episodio conosciuto come confessione di Pietro, in cui Gesù parla con i suoi discepoli di ciò che dice la gente di lui. Secondo la Bibbia CEI:
Altre ricorrenze sono le seguenti:
- Verso i discepoli (Mt16,15-20;Mc8,29-30;Lc9,20-21[9]).
- Verso i miracolati (Mc1,44;Mc5,43;Mc7,36;Mc8,26[10]).
- Verso i demoni esorcizzati (Mc1,25;Mc1,34;Mc3,12[11]).

## Tentativi di spiegazione
Gli esegeti che si sono imbattuti in questi ordini di silenzio, in contrasto con l'intento di Gesù di diffondere la cosiddetta "Buona Novella", hanno tentato di offrire delle interpretazioni. Cronologicamente si può dire che le prime fossero di ordine teologico. Successivamente sono state proposte spiegazioni di tipo storico. Recentemente si sono diffuse nuove spiegazioni, che partono da un punto di vista linguistico.
- Il principale esponente del filone di esegeti che tentano una spiegazione di tipo teologico è William Wrede. Secondo il teologo luterano, il segreto messianico sarebbe un artificio letterario creato dalla prima comunità cristiana per spiegare perché Gesù non si fosse manifestato come Messia durante la sua vita pubblica.
- Alcuni autori successivi a Wrede ricercarono altre spiegazioni ad esempio ricorrendo alla preoccupazione pedagogica di Gesù di svelare progressivamente il mistero della sua persona.[7]
- Recentemente, la scuola esegetica di Madrid ha proposto una nuova spiegazione partendo dallo studio delle stranezze linguistiche dei vari passaggi evangelici. Gli esponenti di tale scuola ritengono che cercare nella teologia della comunità cristiana primitiva una risorsa per una spiegazione logica delle incoerenze narrative dei testi evangelici sia contraria al principio di Melantone:

(La scrittura non può essere compresa teologicamente se prima non è stata capita grammaticalmente.)
La conclusione dello studio di filologia bilingue portato avanti da tali esegeti è che il segreto messianico, più che una teologia della Chiesa primitiva o dello stesso evangelista, è un'invenzione degli studiosi moderni. Infatti, nell'originale aramaico non esistono tali comandi, che sono errate traduzioni di parole che pronunciava Gesù dopo alcuni miracoli per sottolineare la bontà di Dio come origine di essi, oppure di parole che erano dirette ai demoni per contrastare l'odio che essi inducevano negli uomini rispetto a Gesù, o addirittura di frasi che erano in realtà allusioni al primato di San Pietro.